# Georg Kenzian
Georg Kenzian von Kenzianshausen (Linz, 1894 – Bécs, 1953) az Osztrák–Magyar Monarchia 9 légi győzelmet arató pilótája volt az első világháborúban.

## Élete
Georg Kenzian 1894-ben született Linzben. Apja példáját követve katonatiszti pályára lépett, szolgálatát 1913-ban kezdte a 2. utászzászlóaljnál. A világháború kitörésekor az orosz frontra került. 1914 decemberében megsebesült, egy évvel később, 1915 szeptemberében előléptették főhadnaggyá. 1916 februárjában saját kérésére átvezényelték a Légjárócsapatokhoz. Miután Bécsújhelyen elvégezte a megfigyelőtiszti tanfolyamot, 1916 áprilisában az olasz fronton harcoló 24. repülőszázadhoz irányították.
1916. június 16-án Rudolf Forst pilótával közösen Hansa-Brandenburg C.I-ükkel Asiago körzetében lelőttek egy olasz Farman felderítőt. Négy nappal később, június 20-án Kiss József (aki később a háború legeredményesebb pilótája lett) vezette a gépüket, amikor a Monte Cimone fölött újabb Farmant sikerült a földre kényszeríteni (elfogott rádióadás alapján az olasz gép személyzete túlélte az esetet). Július 27-én felderítő repülőjét egy Nieuport súlyosan megrongálta és kényszerleszállást kellett végrehajtaniuk. Kenzian és pilótája, Alois Jezek súlyosan megsérült, Kenziannak három hónapig kórházban kellett lábadoznia. 1917 februárjának közepén áthelyezték a repülőtiszti iskolába kiképzőnek, eközben maga is megtanulta a repülőgépvezetést, július 12-én megkapta pilótaigazolványát.
1917 augusztusában átirányították az akkor létrehozott 55. vadászrepülő-századhoz, Maier József parancsnoksága alá. Szeptember 29-én Plavától délre Albatros D.III-asával sikerült lelőnie egy olasz vadászgépet. A caporettói áttörés után a század Perginébe költözött. November 18-án Arsiero térségében ismét legyőzött egy Nieuportot, amely a jelentés szerint lángolva zuhant az olasz frontvonal mögé. November 27-én egy olasz SAML felderítő lelövésével elérte az ászpilóta státuszhoz szükséges ötödik győzelmet. Repülője megkülönböztető jele egy nagy 2-es és egy-egy fehér árbóczászló lett. Két hét múlva, december 19-én újabb SAML-t kényszerített földre.
1918. január 12-én Kiss József és Kasza Sándor társaságában megtámadtak és földre kényszerítettek egy brit kétüléses R.E.8-as gépet. A két angol pilóta megpróbálta felgyújtani a földet ért repülőt, de Kissnek géppuskasorozatokkal sikerült őket elűznie, majd a gyalogság fogságba ejtette őket. Két héttel később, január 26-án Kenzian egy Sopwith vadásszal vívott harcból került ki győztesen, március 24-én pedig elérte utolsó, kilencedik légi győzelmét egy újabb "együléses Sopwith" lelövésével.
1918. május 4-én elesett a 68. vadászrepülő-század parancsnoka, Karl Patzelt és posztjára a parancsnokság Kenziant állította. Október közepétől ő irányította a 42. vadászrepülő-századot is, miután annak parancsnoka, Gustav von Salmon meghalt.
A fegyverszünet után Kenzian az Osztrák Köztársaság légierejében szolgált és Karintiában harcolt a szlovén-jugoszláv erők ellen, míg 1919 júniusában véget nem értek az ellenségeskedések; ezután a saint-germaini béke előírásaképpen az osztrák légierőt leszerelték. További élete nem ismert. 1953-ban halt meg Bécsben, szívroham következtében.     

## Kitüntetései
- Vaskoronarend III. osztály a hadidíszítménnyel és kardokkal
- Tiszti Arany Vitézségi Érem
- Katonai Érdemkereszt III. osztály hadidíszítménnyel és kardokkal
- Ezüst Katonai Érdemérem hadiszalagon, kardokkal
- Bront Katonai Érdemérem hadiszalagon, kardokkal
- Károly Csapatkereszt

## Győzelmei
| Sorszám | Időpont              | Egység           | Repülőgép             | Ellenfél        | Hely               |
| ------- | -------------------- | ---------------- | --------------------- | --------------- | ------------------ |
| 1       | 1916. június 16.     | 24. repülőszázad | Hansa-Brandenburg C.I | Farman          | Asiago             |
| 2       | 1916. június 20.     | 24. repülőszázad | Hansa-Brandenburg C.I | Farman          | Monte Cimone       |
| 3       | 1917. szeptember 29. | 55. vadászszázad | Albatros D.III        | Nierpourt Scout | Plava              |
| 4       | 1917. november 18.   | 55. vadászszázad | Albatros D.III        | Nierpourt Scout | Arsiero-Villaverla |
| 5       | 1917. november 27.   | 55. vadászszázad | Albatros D.III        | SAML 2          | Asiago             |
| 6       | 1917. december 19.   | 55. vadászszázad | Albatros D.III        | SAML 2          | Asiago             |
| 7       | 1918. január 12.     | 55. vadászszázad | Albatros D.III        | R.E 8           | Casa Rigoni        |
| 8       | 1918 január 26.      | 55. vadászszázad | Albatros D.III        | Sopwith         | Cia Pralunga       |
| 9       | 1918 március 24.     | 55. vadászszázad | Albatros D.III        | Sopwith         | Val d'Assa         |